# Nalžovice
Nalžovice település Csehországban, a Příbrami járásban. Nalžovice Borotice, Křepenice, Kňovice, Příčovy, Radíč, Dublovice és Chotilsko településekkel határos. Lakosainak száma 618 fő (2024. január 1.).

## Népesség
A település lakosságának változását az alábbi diagram mutatja:
| Lakosok száma | 1043 | 926  | 835  | 538  | 488  | 524  | 600  | 604  | 619  | 618  |
|               | 1869 | 1890 | 1921 | 1950 | 1980 | 2001 | 2017 | 2019 | 2022 | 2024 |